# 커머셜 리서플라이 서비스
커머셜 리서플라이 서비스(Commercial Resupply Services, CRS)는 상업용으로 운영되는 우주선을 통해 국제우주정거장(ISS)에 화물 및 보급품을 배달하기 위해 NASA에서 수주한 일련의 항공편이다. 첫 번째 CRS 계약은 2008년에 체결되었으며 12개의 화물 드래곤(Dragon)에 대해 스페이스X에 16억 달러, 2016년까지 배송되는 시그너스 (우주선) 비행 8편에 대해 오비털 사이언스에 19억 달러를 수여했다. 팰컨 9 및 안타레스 로켓도 CRS에 따라 개발되었다. ISS에 화물 우주선을 전달하는 프로그램이다.
첫 번째 작전 재보급 임무는 2012년 스페이스X(스페이스X CRS-1)와 2014년 오비털 사이언스 코퍼레이션(시그너스 CRS Orb-1)에 의해 비행되었다.
2014년에 두 번째 계약 단계(CRS-2로 알려짐)가 요청되었다. 2015년에 NASA는 CRS-1을 스페이스X의 경우 20개 비행, 오비탈 ATK의 경우 12개 비행으로 확장했다. CRS-2 계약은 2016년 1월 오비탈 ATK 시그너스, 시에라 네바다 코퍼레이션 드림 체이서(Sierra Nevada Corporation Dream Chaser) 및 스페이스X 드래곤 2호에 체결되었으며, 2019년부터 화물 운송 비행을 시작하여 2024년까지 지속될 것으로 예상된다.

## 같이 보기
- 무인 우주선
- 상업용 궤도 운송 서비스
- 드림 체이서
- 시그너스 (우주선)
- 드래곤 2호